# Poveri ma belli
Poveri ma belli és una pel·lícula italiana del 1957 dirigit per Dino Risi. És la primera pel·lícula de la trilogia que comprèn Belle ma povere del 1957 i Poveri milionari del 1959, també dirigides per Risi i protagonitzades per Marisa Allasio, Maurizio Arena i Renato Salvatori:.

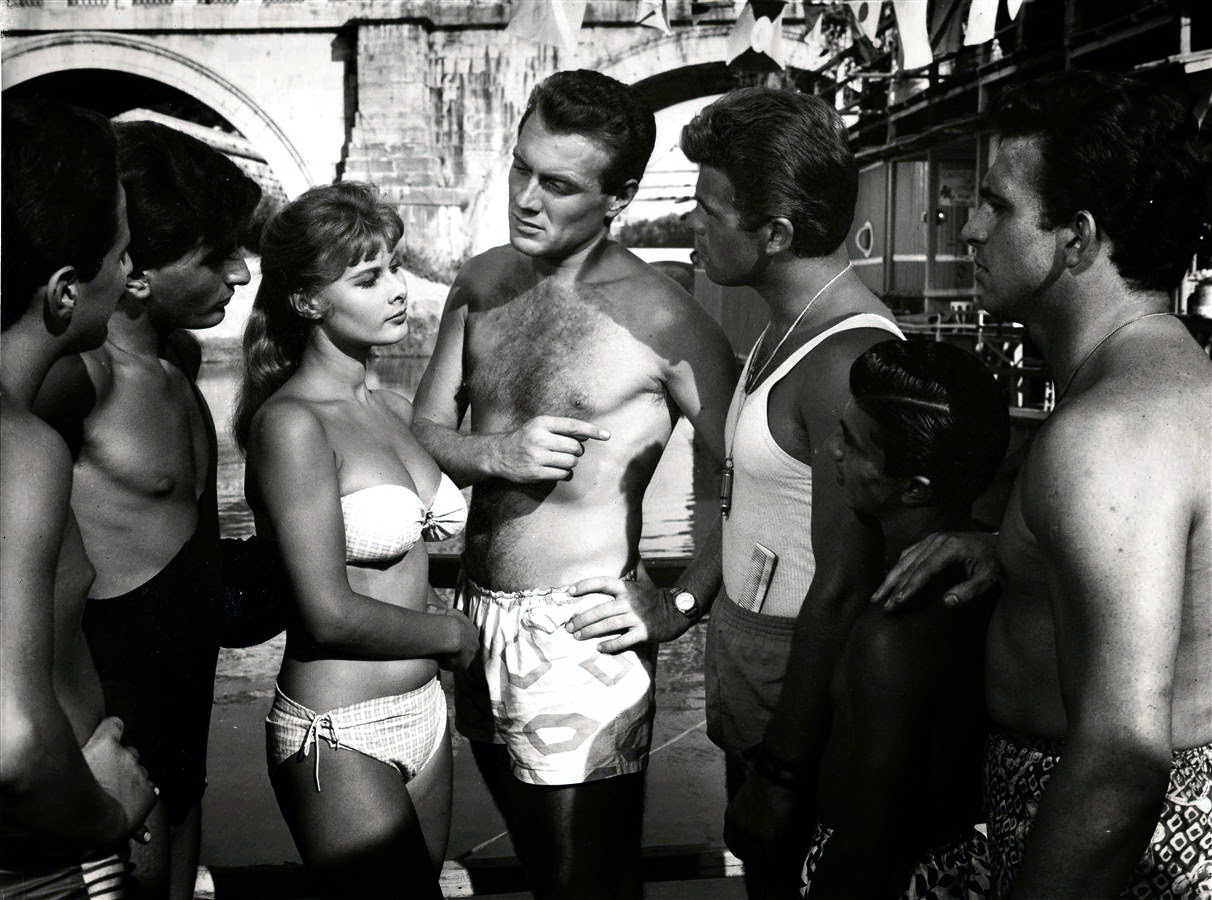
Escena de la pel·lícula

La pel·lícula fou seleccionada entre els 100 film italiani da salvare.

## Sinopsi
Romolo i Salvatore són dos joves bells que viuen en estret contacte des de la infantesa, viuen al mateix edifici del centre de Roma, un popular edifici de la Piazza Navona. Romolo treballa com a empleat a la botiga de discos del seu oncle; Salvatore treballa com a socorrista al Tíber. Tots dos ho aprofiten per atraure a totes les noies que troben.
Un matí, mentre anaven cap a la feina, els dos amics es topen amb Giovanna, una noia preciosa, sempre disposada a mostrar el pit, que treballa a la sastreria per a homes del seu pare. Els dos intenten festejar-la, però ella es burla d'ells. Unes hores més tard, però, Romolo la torna a veure i, amb el pretext de fer-se un vestit, comença a familiaritzar-se amb ella. A la tarda, és el torn de Salvatore: passa per davant de la sastreria i s’ofereix a acompanyar Giovanna a casa. El cas és que obté una cita per a tots dos per a la nit, al mateix lloc.
Després de la vergonya inicial, els dos decideixen passar la nit amb ella. Salvatore és més emprenedor i aconsegueix arrabassar-li un petó a Giovanna. Romolo, més introvertit, inicialment deixa el camp al seu amic; però després del ball, li arrenca un petó també. Giovanna juga amb els dos amics, dispensant petons i mostrant reticències sobtades; i la rivalitat entre els dos comença a minar la seva amistat. Romulo es compromet oficialment amb Giovanna. Però Salvatore no es rendeix i ho intenta tot per distreure Giovanna del seu rival. I al final aconsegueix balancejar els favors de la noia al seu costat.
Després d’haver experimentat un breu compromís amb els dos nois, Giovanna s’adona que encara està enamorada del seu ex, Ugo, a qui coneix a la casa de bany “Il Ciriola” a la vora del Tíber, on Salvatore treballa com a socorrista. Deixats sols, els dos nois s’adonen de l’amor que sentien amb ells les seves respectives germanes, Marisa i Annamaria. Salvatore s’enamorarà de la germana de Romolo i Romolo de la de Salvatore.

## Repartiment
- Marisa Allasio: Giovanna
- Maurizio Arena: Romolo
- Renato Salvatori: Salvatore
- Lorella De Luca: Marisa
- Alessandra Panaro: Anna Maria
- Memmo Carotenuto: Alvaro
- Mario Carotenuto: Uncle Mario
- Virgilio Riento: pare de Giovanna
- Ettore Manni: Ugo
- Rossella Como: actual xicota d'Ugo
- Aldo Valletti
- Nino Vingelli
- Erminio Spalla

## Producció
Inicialment, Carlo Ponti va expressar l’interès per la producció. En aquesta etapa, els tres protagonistes haurien d'haver estat Walter Chiari, Ugo Tognazzi i Sophia Loren. Va ser produït per Silvio Clementelli, en nom de Titanus, amb Maurizio Arena, Renato Salvatori i Marisa Allasio. La pel·lícula es va rodar l'estiu de 1956 per als interiors dels estudis Titanus de la Farnesina i per als exteriors de la Piazza Navona, on es troba la sastreria de Giovanna., així com a la barcassa de l'establiment de bany al Tíber "Il Ciriola", antiga ubicació d'algunes seqüències de la pel·lícula Vacanze romane del 1953.

## Crítica
| «                                                        | És la primera d'una sèrie de pel·lícules de gran èxit, protagonitzades per actors joves, gairebé sempre els mateixos, ambientades a la popular Roma d'avui, amb episodis i episodis còmics i sentimentals, tot i que realitzats amb un cert gust satíric i una vena humorística que no molesta. Risi, com en aquells anys, Comencini, Bolognini i altres, sap tractar la matèria lleugera d’una manera lleugera, caient rarament en un lazo vulgar, i la diversió hi és, fins i tot si denuncia una abdicació total de contingut cap a la realitat humana i social contemporània. .. | » |
| — Gianni Rondolino, Catàleg Bolaffi, II volum, 1956/1965 | |   |